# Gai Calpurni Pisó (cònsol 67 aC)
Gai Calpurni Pisó (en llatí Caius Calpurnius Piso) va ser un magistrat romà. Formava part de la gens Calpúrnia, una antiga família romana d'origen plebeu.
Era cònsol l'any 67 aC juntament amb Marc Acili Glabrió III. va ser membre del partit aristocràtic i com a cònsol es va oposar a la llei proposada pel tribú Aule Gabini que demanava concedir poders extraordinaris a Gneu Pompeu per dirigir la lluita contra els pirates. Pisó fins i tot va arribar a amenaçar de mort a Pompeu. Encara que la llei va ser aprovada, les ordes de Pompeu no van ser obeïdes a la Gàl·lia Narbonense suposadament per les intrigues de Pisó, Gabini va proposar destituir a Pisó com a cònsol, una mesura extrema que Pompeu finalment no va voler tirar endavant. El consolat de Pisó no va ser fàcil. El mateix any 67 aC el tribú Gai Corneli va proposar diverses lleis dirigides contra els abusos descarats de l'aristocràcia. El senat va considerar molt estricta la proposta, que a la fi buscava acabar amb els suborns durant les eleccions, i finalment va imposar una llei més moderada (Lex Acilia Calpurnia). Sembla que l'oposició de Pisó venia d'una acusació que se li havia fet per haver obtingut el càrrec amb el suborn dels comicis. Aquesta acusació no va tirar endavant,
L'any 66 aC va governar com a procònsol la província de la Gàl·lia Narbonense i va reprimir una revolta dels al·lòbroges. Com era corrent va extorsionar als provincials i quan va ser acusat de saquejar als al·lòbroges i de matar a un ciutadà de la Gàl·lia Transpadana. Ciceró el va defensar. Aquesta acusació va ser promoguda per Juli Cèsar, i Pisó va demanar a Ciceró que l'acusés d'estar implicat en la conjuració de Catilina, però Ciceró no ho va acceptar.
Calpurni Pisó va morir segurament abans de l'inici de la segona guerra civil, però es desconeix la data exacta. Ciceró li atribueix considerables dots oratòries.